# The Final Cut (película)
The Final Cut es una película británica de 1983, dirigida por Willie Christie y protagonizada por Alex McAvoy y Roger Waters, basada en el álbum de Pink Floyd del mismo nombre. Es la segunda película de Pink Floyd después de la película de 1982 Pink Floyd The Wall.
El nombre del psicólogo, A. Parker-Marshall, es una mezcla del director Alan Parker y del productor Alan Marshall, las dos personas a las que Waters delegó el control creativo durante la filmación de The Wall (1982).
La película se estrenó en 1983 a través de la cadena MTV. Posteriormente, la película se lanzó en formato VHS y DVD, y, recientemente, ha sido agregada a plataformas de streaming.
La banda sonora está formada por temas del álbum del mismo nombre, de Pink Floyd.

## Trama
En cierto sentido, el cortometraje parece ser una secuela a la película Pink Floyd The Wall, estrenada en 1982. Cabe también señalar que el paciente parece ser Pink, el protagonista de dicha película, y el señor parece ser el director también de la película anterior (ambos son el mismo actor).

### The Gunner's Dream
Al comienzo del video se observa a un señor, quien parece ser el director del colegio de la película Pink Floyd The Wall (interpretado por Alex McAvoy) manejando su coche en una autopista al mismo tiempo que cambia la estación de radio, entonces ve un hombre (que es un soldado), sobre un puente, entonces el señor detiene su coche para ver al hombre, sin embargo, cuando el señor baja del coche, se revela que es Maggie (Margaret Thatcher), debajo de ella se puede ver un grafiti que dice GO ON MAGGIE.
De repente, Maggie le empieza a hacer gestos, y en un cambio rápido de la cámara, se muestra al señor en su casa con su esposa, mientras el ve el periódico y la televisión, luego va a la cocina y agarra una maleta (la cual contiene cervezas dentro).
Entonces se ve a un paciente, interpretado por Roger Waters y quien parece ser Pink, el protagonista de The Wall, y a un psicólogo (A. Parker Marshall), quien se observa viendo un programa llamado The Fletcher Memorial Home. Cuando se vuelve a la casa del señor, se ve a él viendo la televisión, durante el cual pasan las dos siguientes canciones.

### Not Now John
Durante la canción, se puede ver a un niño japonés, el cual busca a un soldado, el niño atraviesa los diferentes peligros que le rodea la fábrica, entre ellos jugar cartas y morir, hasta que es descubierto por un veterano de la Segunda Guerra Mundial.
Curiosamente, la canción se publicó como sencillo un mes después de la publicación original del álbum, en abril de 1983 respectivamente y fue el único sencillo oficial del álbum (el sencillo de When the Tigers Broke Free fue para acompañar a la película de  Pink Floyd The Wall). Para el videoclip se utilizó justamente este segmento de la película, aunque de una manera un poco modificada.

### The Fletcher Memorial Home
En esta canción se puede observar a un señor que parece estar jugando golf, el cual se ve que es coronado campeón del torneo, cuando cambia la cámara, se ve al protagonista en el mismo lugar donde estuvo en la primera canción, y el mismo hombre, sin embargo, cuando el señor da la vuelta, el hombre desaparece.
El señor sube a su coche, y se dirige a un lugar llamado Fletcher Memorial Home. Cuando el señor baja del coche con una pistola, aparece un sujeto raro quien parece ser Adolf Hitler (aunque nada más es un actor), entonces vuelve a aparecer el psicólogo.

### The Final Cut
En la canción se observa al paciente y al psicólogo, con muestras de películas de los años 1930 y 1940, también se muestran algunos de los pensamientos que podrían ser de Pink.

### Bonus: When The Tigers Broke Free
Este segmento extra se toma de la película de 1982 Pink Floyd The Wall, en la cual se muestra a Pink, de niño, sientiendose avergonzado y triste de la muerte de su padre en la Segunda Guerra Mundial, al mismo tiempo que se revela la tragedia de su vida, detallando justificadamente los sucesos que sucedieron en la película anterior y en esta.

## Lista de temas
- "The Gunner's Dream"
- "The Final Cut"
- "Not Now John"
- "The Fletcher Memorial Home"

### Bonus
- When the Tigers Broke Free